# Consell Nacional dels Comitès Populars
Consell Nacional dels Comitès Populars (CNCP) és un partit polític de Martinica que reclama la completa independència de l'illa. Fou creat el 28 d'agost de 1983. El seu president és Josette Massolin i el portaveu és Robert Saé. Els seus òrgans d'expressió ràdio APAL i el diari Asé Pléré Annou Lité.

## Història
Nasqué com a moviment antiassimilacionista que reclama la rehabilitació del bèlè (música popular de l'illa) i de la vulgarització de la història de Martinica a les classes populars.
A les eleccions municipals de 1995 va presentar una llista a Fort-de-France dirigida per Francis Carole que va obtenir 2.472 vots (11,04%) i tres regidors (Francis Carole, Daniel Donat i Patrick Doré.
A les eleccions parlamentàries el 1997 a la 3a circumscripció, el candidat del CNCP Francis Carole va obtenir en la primera volta 3.124 vots (17,68%), el millor resultat del partit des de la seva creació el 1983. Tanmateix, va patir un cop molt dur el 10 d'octubre de 1999 amb l'escissió del Partit per l'Alliberament de Martinica (PALIMA), dirigida per Francis Carole
A les eleccions regionals franceses de 2004 va formar part de la llista conjunta Patriotes (MIM-CNCP, dirigida per Alfred-Marie Jeanne que va obtenir 74.860 vots i 28 escons de 41 al Consell Regional de Martinica i dirigeix el govern regional. Compta amb tres consellers regionals: Marie-Hélène Léotin, Edmond Mondésir i Josette Massolin.
Des de les eleccions municipals té sis regidors municipals: Monique Pamphile (Fort-de-France), Robert Saé (Le Robert), Jean-Claude Louis-Sidney (Sainte-Luce, Marie-Hélène Léotin (Le François), Raymond Elana (Le François) i Mathurin Alexis-Alexandre (Les Trois-Îlets).